# 崔素律
崔素律（韓語：최소율，2016年1月26日—），是一名韓國兒童女演員。

## 演出作品

### 電視劇
| 年份   | 電視台       | 劇名                     | 角色         | 備註             |
| 2021年 | JTBC         | 《具景伊》               | 娜娜         | 羅帝希的女兒     |
| 2022年 | MBC          | 《現在開始是Showtime！》 | 詩恩         | 大中孤兒院的小孩 |
| 2022年 | Coupang Play | 《安娜》                 | 李由美       | 童年时期         |
| 2022年 | TVING        | 《致不愛我的X》          | 徐熙秀       | 徐熙秀童年       |
| 2022年 | KBS2         | 《颱風的新娘》           | 裴草莓       | 順英的女兒       |
| 2023年 | tvN          | 《浪漫速成班》           | 南海伊       | 童年时期         |
| 2023年 | SBS          | 《惡鬼》                 | 具散影       | 童年时期         |
| 2023年 | tvN          | 《驅魔麵館2：全面回擊》  |              | 特別出演         |
| 2023年 | MBC          | 《犬系戀人》             | 閔智雅／初英 | 童年时期         |
| 2023年 | TV朝鮮       | 《我的Happy Ending》     | 許雅琳       | [ 5 ]            |

### MV
- 2020年：周怡玹、Heinz《See saw》

## 外部連結
- 崔素律的Instagram帳戶
- 崔素律在NAVER上的资料